# گلدن استیت واریرز
گلدن استیت وریرز، (به انگلیسی: Golden State Warriors) یکی از تیم‌های حاضر اتحادیه ملی بسکتبال آمریکا است و مقر آن در سان فرانسیسکو ایالت کالیفرنیا قرار دارد. این تیم سابقاً در فیلادلفیا قرار داشت. این تیم در دسته‌بندی لیگ (بسکتبال NBA) در منطقهٔ پسفیک در بخش غرب قرار گرفته است.

## تاریخچه
این تیم برای اولین بار در سال ۱۹۴۶ با نام Philadelphia Warriors در شهر فیلادلفیا، ایالت پنسیلوانیا تأسیس شد و قهرمان لیگ اتحادیه بسکتبال آمریکا(BAA) شد، لیگی که پس از تلفیق با لیگ ملی بسکتبال(NBL)، اتحادیه ملی بسکتبال یا همان NBA را تشکیل داد.
در سال ۱۹۶۲ تیم به سان فرانسیسکو منتقل شد و تا سال ۱۹۷۱ با نام San Francisco Warriors شناخته می‌شد تا اینکه نام تیم به نام کنونی خود یعنی Golden State Warriors تغییر یافت.
این تیم با مجموع چهار قهرمانی در سال‌های ۴۶–۴۷(لیگ BAAا) ۵۵–۵۶، ۷۴–۷۵ و ۲۰۱۴–۲۰۱۵ در ردهٔ پنجم از نظر تعداد قهرمانی قرار دارد.
از سال ۱۹۶۶ تا ۲۰۱۹ این تیم تمام بازی‌های خانگی خود را در اوراکل آرینا برگزار کرده‌است (به غیر از فصل 96-97 که به دلیل بازسازی ورزشگاه Oracle Arena بازی‌های تیم در سن‌خوزه، کالیفرنیا کالیفرنیا برگزار شد).این تیم از سال ۲۰۱۹ بازی های خود را در چیس سنتر برگزار می‌کند. 

### ۱۹۴۶ تا ۱۹۶۲: سال‌های اولیه
در سال۱۹۴۷ وریورز با هنرنمایی Joe Fulks در امر امتیازگیری در سالی که لیگ BAA به تازگی افتتاح شده بود با شکست Chicago stags به اولین قهرمانی خود دست یافت. شایان ذکر است warriors این سری را ۴–۱ به سود خود خاتمه داد. دو سال بعد از این اتفاق لیگ NBA ایجاد شد. سال ۱۹۵۱ تیم Warriors به دست Gottlieb خریداری شد.

### ۱۹۶۲ تا ۱۹۷۱: جنگجویان سن فرانسیسکو
جنگجویان قهرمانی دیگری در سال ۱۹۵۶ بدست آوردند. این بار تیم Fort Wayne Pistons در پنج بازی و در مجموع ۴–۱ مغلوب جنگجویان سن فرانسیسکو شد. ستارگان جنگجویان در این برهه از تاریخ Paul Arizin, Tom Golaو neil Johnston بودند. این سه بازیکن به تالار مشاهیر بسکتبال نیز راه یافته‌اند. در سال ۱۹۵۹ در انتخاب درفت ویلت چمبرلین ملقب به مرد چوبی به جنگجویان اضافه شد. او که به شکستن رکورد در امتیاز مشهور است، شش بار توانست بهترین امتیازآور لیگ باشد. وی سبک جدیدی از بازی را به NBA معرفی کرد. در سال ۱۹۶۲ جنگجویان در دیداری در شهر پنسیلوانیا میزبان نیویورک نیکس بودند. در این بازی چمبرلین ۱۰۰ امتیاز به دست آورد رکوردی که تاکنون شکسته نشده‌است. در سال ۱۹۶۴ گلدن استیت واریرز، نیت تورمند را در انتخاب درفت به خدمت گرفت. جنگجویان قهرمان منطقه غرب شدند ولی این تیم در فینال با نتیجه ۴ بر ۱ مغلوب تیم پرقدرت بوستون سلتیکس شد. سال بعد از آن چمبرلین به تیم Philadelphia 76es ترید شد. در جریان این انتقال کانی دیرکینگ، لی شافر، پاول نیومن و ۱۵۰ هزار دلار به جنگجویان واگذار شد. در سال ۱۹۶۵ ریک بری در انتخاب درفت به سن فرانسیسکو پیوست. وی به عنوان روکی سال شناخته شد و در سال ۱۹۶۷ تیمش را به فینال ان بی ای هدایت کرد، جایی که با نتیجه ۴ بر ۲ مغلوب تیم جدید ویت چمبرلین یعنی Philadelphia 76ers شدند.
ریک بری به این علت که از طرف مدیریت تیم پاداشی به وی تعلق نگرفت، برای یک فصل بازی نکرد. سال بعد وی به تیم رقیب یعنی اوکلند اکس پیوست. بعد از ریک بری این تیم دیگر مدعی کسب عنوان قهرمانی نبود و رهبری تیم را تورمند، جف مولینز و رودی لاروسو در دست گرفتند. در سال ۱۹۶۶ بازی‌های زیادی را جنگجویان به میزبانی اوکلند برگزار کردند و سال ۱۹۷۱ آخرین فصلی بود که نام شهر سن فرانسیسکو بر روی جنگجویان نامیده شده بود.

### ۱۹۷۱ تا ۱۹۷۸
در سال ۱۹۷۲ نامی جدید برای این تیم انتخاب شد، Golden State Warriors، که این لقب بیانگر لقبی از کل ایالت کالیفرنیا محسوب می‌شد. ما بین سال‌های ۷۱ تا ۷۷ وریورز در تمامی بازی‌های دور حذفی جز سال ۷۴ حضور داشت. در سال ۱۹۷۵ وریورز موفق شد در چهار بازی تیم پرقدرت آن زمان یعنی Washington Bullets را شکست دهد. به اعتقاد بسیاری از اهالی بسکتبال این شکست تلخترین سری دوران فینال ان بی ای برای تیم بازنده محسوب می‌شود. این تیم توسط ال اتلز مربی‌گری می‌شد. ریک بری، جمال ویلکس و ویل اسمیث ستارگان وقت وریورز بودند. ریک بری نیز به عنوان با ارزش‌ترین بازیکن فینال نائل آمد.

### ۱۹۷۸ تا ۱۹۸۷
بازیکنان کلیدی وریورز مانند بری، تورمند و ویلکس ترید یا بازنشسته شدند. مابین این سال‌ها وریورز قدرت چندانی برای مقابله و رقابت با سایر تیم‌ها را نداشت. میان این سال‌ها بازیکنان امتیازآوری مانند، پورویس شارت، رابرت پریش، جو بری کرول به وریورز پیوستند. در سال ۱۹۸۳ برنارد کینگ بازیکن آزاد محدود شد. نیویورک نیکس پیشنهاد بالایی به این بازیکن داد و وریورز این پیشنهاد را مطابقت داد تا وی همچنان در تیمش بماند ولی مسولین وریورز از پس حقوق بالای کینگ درنیامدند. در نهایت این بازیکن نیز به نیویورک نیکس ترید شد. مایکل ری ریچاردسون، (وی نیز در ازای اریک فلوید و میکی جانسون به نیوجرسی نتس پیوست) به وریورز اضافه شد.
این ستارگان به دلایل بیهوده‌ای از تیم جدا شدند. سرمربی تیم اتلز، به عنوان مدیر تیم انتخاب شد در سال ۱۹۸۰ مربی‌های زیادی در نیمکت وریورز عوض شدند. مالکان جدید این تیم فیتزجرالد و دن فاینانس، سرمربی سابق کلیولند یعنی جورج کارل را به خدمت گرفتند و در سال ۱۹۸۵ کریس مالین در انتخاب درفت به وریورز اضافه شد.

### ۱۹۸۷ تا ۱۹۹۷
در اواخر دهه هفتاد و اوایل دهه هشتاد وریورز توفیق چندانی نداشت. با روی کار آمدن جورج کارل روح تازه‌ای در تیم دمیده شد. در مرحله نیمه نهایی کنفرانس غرب در سال ۱۹۸۷ برای اولین بار در تلویزیون سری لیکرز-وریورز به نمایش گذاشته شد. در این بازی اریک فلوید در یک کوارتر ۲۹ امتیاز و در یک‌نیمه ۳۹ امتیاز بدست آورد او شش اقدام موفق پشت سر هم در کوارتر چهارم مقابل لیکرز کسب کرد تا در نهایت ۵۱ امتیاز در کل بازی بدست آورد تا لیکرز با مجیک جانسون مغلوب وریورز شود.
اریک فلوید، موجب علاقه‌مندی بسیاری از مربیان و تماشاچیان در سالن Bay area در اواخر دهه هشتاد و اوایل دهه نود شد. با پیوستن دن نلسون به وریورز و بازیکنانی چون تیم هاردوی، میچ ریچموند و کریس مالین، وریورز تیمی پرقدرت در حمله شده بود. اما فقط برای دو سال این سه تن در کنار یکدیگر بازی کردند. دن نلسون به هواداران این تیم قول داد ا از ترکیبی جوان‌تر در ترکیب جلوی زمین استفاده کند. ریچموند در ازای بیلی اونز به ساکرامنتو ترید شد. در سال ۹۴ کریس وبر فروارد قدرتی آن زمان این تیم به عنوان روکی سال انتخاب شد و در سال ۱۹۹۵ وریورز به رقابت‌های حذفی راه پیدا کرد. سال بعد بین گارد راس این تیم یعنی اسپرول و کریس مالین اختلافاتی پیدا شد، بین این دو بازیکن و دن نلسون نیز اختلافات بالا گرفت تا در نهایت مالین و نلسون از وریورز جدا شدند. در سال ۹۵ جو اسمیث به عنوان درفت شماره اول به وریورز اضافه شد و همچنین ریک ادلمن به عنوان سرمربی جدید وریورز انتخاب شد. تیم هاردوی و کریس گتلینگ در ازای کوین ویلیس و بیمبو کولز به میامی هیت ترید شدند. در فصل ۹۵–۹۶ وریورز رکورد ۳۶ برد و ۴۶ باخت را کسب کرد تا سه بازی برای راهیابی به بازی‌های دور حذفی کم بیاورند. به دلیل بازسازی سالن اوکلند در سال ۹۶–۹۷ وریورز بازی‌های خانگی اش را در سالن سن خوزه برگزار می‌کرد و در نهایت با ۳۰ برد و ۵۲ شکست فصل را به پایان برد.
کارلسیمو که از تیم پرتلند تریل بلیزرز اخراج شده بود در سال ۹۸ جایگزین ریک ادلمن شد. اسپرول و کارلسیمو با هم درگیر شدند. مشاجره و زد و خوردی که موجب اخراج کردن اسپرول از ترکیب وریورز شد.

### ۱۹۹۷ تا ۲۰۰۸
سنت جان در ژولای ۹۷ به عنوان مدیر جدید وریورز انتخاب شد. وی جیسون ریچاردسونی که دو بار پشت سر هم قهرمان اسلم دانک شد را در انتخاب درفت به خدمت گرفت. البته عملکرد وی چندان خوب نبود. وی تد فولر را در حالی در انتخاب درفت انتخاب کرد که کوبی برایانت، جرمین اونیل و استیو نش شماره‌های بالاتری در درفت داشتند. همچنین این مدیر ادونال فویل را زودتر از تریسی مک گریدی درفت کرد.
به نظر می‌رسید با وجود ریچاردسون،انتوان جمیسون و گیلبرت آرناس وریورز تیمی در حال رشد باشد، اما تیم جوان وریورز توان کافی برای حضور در رقابت‌های حذفی را نداشت وریورز با وجود سنت جان به عنوان مدیر پیشرفت چندانی نداشت.
کریس مالین به عنوان ریاست باشگاه وریورز در سال ۲۰۰۴ انتخاب شد. وی امید داشت با وجود ریچادرسون، مایک دانلیوی، تروی مرفی و بازیکن تازه درفت شده تیم یعنی اندرس بیچرس تیمی پرقدرت از وریورز بسازد. وی در سال ۲۰۰۵ و قبل از مهلت پایانی نقل و انتقالات برون دیویس را به تیمش اضافه کرد. بعد از سالیان دراز ستاره‌ای به تیم وریورز آمده بود. وریورز که در سال ۲۰۰۵ با درصد پیروزی بالای ۵۰ درصد وارد سال جدید شده بود، اتفاقی که از سال ۹۴ تا آن زمان رخ نداده بود، در انتهای فصل دیویس را به دلیل مصدومیت از دست داد و این مصدومیت همچنان ادامه داشت. در سال ۲۰۰۶ تنها بعد از ۵۴ بازی وریورز در وقت اضافی ۱۱۴–۱۰۹ مغلوب نیواورلئانز شد تا رسماً از حضور در بازی‌های دور حذفی باز بماند.

#### فصل ۲۰۰۶–۲۰۰۷: ما باور داریم
در این فصل همچنان رکورد در حال افزایش عدم راهیابی به بازی‌های دور حذفی به مدت ۱۲ فصل متوالی ادامه داشت. این فصل دن نلسون مربی اسبق وریورز و دالاس موریکس به عنوان سرمربی جدید انتخاب شد. بازی‌های ناامیدکننده مایک دانلیوی و تروی مرفی ادامه داشت این دو بازیکن همراه مهاجم جوان این تیم ایکه دیوگو و کیت مک لئود در ازای ال هرینگتون و استیون جکسون به ایندیانا پیسرز ترید شدند. انتقالی که به موجب آن بازی‌های زیبای وریورز آغاز شد. چهار مارس آن سال نقطه عطفی برای گلدن استیت بود. این تیم فصل را با رکورد ۴۲ برد و ۴۰ باخت خاتمه داد. در انتهای فصل گلدن استیت ۱۶ برد و تنها ۵ شکست داشت. شعار تیم وریورز برای بازی‌های دور حذفی (ما باور داریم) لقب گرفت.
برون دیویس سلامتی خود را بدست آورد. جیسون ریچاردسون نیز بازی‌اش رو به بهبود بود، مانتی الیس جوان نیز به همراه اندرس بیچرس پیشرفت قابل ملاحظه‌ای داشتند. گلدن استیت در راند اول با دالاس موریکس رو به رو شد. به لطف بازی عالی برون دیویس در بازی اول وریورز دالاس را شکست داد. بازی دوم را دالاس برد تا سری به کالیفرنیا منتقل شود. هر دو بازی سوم و چهارم را به لطف تماشاچیان مشتاق گلدن استیت، جنگجویان طلایی پیروز شدند. درک نویتزکی در دقیقه آخر در بازی پنجم در دالاس درخشید تا بازی پنجم با نتیجه ۱۱۸–۱۱۲ به سود دالاس خاتمه بپذیرد. یک ران ۱۸–۰ در کوارتر سوم وریورز را در بازی ششم برنده سری کرد. گلدن استیت اولین تیم ان بی ای لقب گرفت که توانسته بود در یک سری چهار از هفت تیم سید اول را مغلوب کند، و بعد از نیویورک نیکس که میامی را در سال ۹۹ حذف کرده بود دومین تیم تاریخ از جهت حذف تیم سید اول شد. راند دوم وریورز با تیم پرقدرت یوتا جز رو به رو شد. دو بازی اول با میزبانی یوتا و سالن Energy solution Arena برگزار شد و گلدن استیت هر دو بازی را با اختلافی نزدیک واگذار کرد. در بازی سوم برون دیویس ۳۲ امتیاز کسب کرد. از صحنه‌های جالب این سری دانک وحشتناک دیویس بر روی اندری کایرلنکو بود. بازی چهارم را یوتا در اوکلند برد، اتفاقی که در نزدیک به یک ماه رخ نداده بود. بازی پنجم هم یوتا در Salt Lake City برد تا پرونده راند دوم برای وریورز بسته شود.

#### فصل ۲۰۰۷–۲۰۰۸
جنگجویان طلایی برای رسیدن به دور حذفی با مشکلات عدیده‌ای روبه رو شدند. ریچاردسون در ازای روکی جوان تیم شارلوت برندن رایت از وریورز جدا شد. استیون جکسون نیز به دلیل حمل اسلحه گرم هفت بازی محروم شد. در شروع این فصل وریورز شش بازی متوالی شکست خورد. دیویس نیز در مقاطعی از فصل مصدوم بود با این حال با کسب ۲۱٫۶ امتیاز، ۸ پاس منجر به گل و ۴٫۶ ریباند فصلی رؤیایی را پشت سر گذاشت. الیس نیز بازی‌اش رشد چشمگیری داشت. وریورز با رکورد ۴۸ برد و ۳۴ باخت از صعود به پلی آفس بازماند. بهترین رکورد یک تیم که به دور حذفی راه نیافته مختص وریورز در سال ۲۰۰۸ است. به‌طور میانگین در این فصل وریورز ۱۹۶۳۱ تماشاچی داشت که در تاریخ این تیم بی‌نظیر بود.

### ۲۰۰۸ تا ۲۰۱۱
در تعطیلات میان فصل برون دیویس تصمیم گرفت به تیم شهرش یعنی لس آنجلس کلیپرز بپیوندد. در انتخاب چهاردهم در درفت ۲۰۰۸، انتونی رندولف به وریورز پیوست. در همین برهه کوری مک گیت و رانی توریف به وریورز پیوستند. الیس و بیچرس نیز قراردادی بلند مدت با گلدن استیت امضا کردند.
فصل ۲۰۰۸–۲۰۰۹ برای جنگجویانِ طلایی بسیار ناامیدکننده بود این فصل را با رکورد ۲۹ برد و ۵۳ باخت به اتمام رساندند. مانتی الیس که بهترین بازیکن تیمش بود در یک تصادف موتور مصدوم شد و ۳۰ بازی لیگ را از دست داد. ال هرینگتون که در گلدن استیت بسیار ناامیدکننده ظاهر شده بود در ازای جمال کرافورد به نیویورک نیکس ترید شد. بازیکنان جوانی مانند مارو و برندن رایت در وریورز توفیق چندانی نداشتند. گلدن استیت با مصدومیت‌های بسیار زیادی مواجه می‌شد و در اغلب بازی‌ها یک مهره کلیدی خود را در اختیار نداشت، با این حال هرگاه وریورز بازیکنانش را در اختیار داشت بسیار خوب و قدرتمندانه عمل کرد برای مثال آن‌ها موفق شده بودند بوستون را با نتیجه ۹۹ بر ۸۸ مغلوب کنند.
در تابستان ۲۰۰۹ مسئولین وریورز تصمیم گرفتند قرارداد مدیر این تیم یعنی کریس مالین را تمدید نکنند. لری رایلی دستیار دن نلسون مدیر جدید وریورز شد. وی استفن کری را در انتخاب شماره هفتم به وریورز آورد اما جمال کرافورد را در ازای اسی لا و اسپیدی کلاکستون به آتلانتا هاوکس ترید کرد. در طول فصل ۲۰۰۹–۲۰۱۰ وریورز همچنان با مصدومیت‌های زیادی دست و پنجه نرم می‌کرد. آن‌ها همچنین نمی‌توانستند ترکیب شروع‌کننده مناسبی بیابند. استیون جکسون و اسی لا در ازای راجا بل به شارلوت ترید شدند. وریورز در این فصل با پنج بازیکن مختلف از دی لیگ قراردادهای ۱۰ روزه امضا کرد که در نوع خود یک رکورد محسوب می‌شد. آنتونی تالیور و رجی ویلیماز از جمله این بازیکنان بودند. وریورز در این فصل رکورد ۲۶ برد و ۵۶ شکست را ثبت کرد. در ۲۴ ژوئن اکپه اودو در انتخاب شماره ششم به گلدن استیت آمد. بر روی لباس گلدن استیت عبارت The City درج شد که تصویری از پل سن فرانسیسکو-اوکلند بر روی آن قرار داشت. همچنین رنگ لباس آن‌ها به آبی و طلایی تغییر یافت. رانی توریوف، انتونی رندولف در ازای دیوید لی که یک فروارد قدرتی امتیازآور بود ترید شدند. لی قراردادی شش ساله و به مبلغ ۸۰ میلیون دلار با وریورز امضا کرد. وی دقیقاً همان روزی که لبران به میامی پیوست به گلدن استیت آمد. همچنین دورل رایت نیز با قراردادی سه ساله و ۱۱ میلیون دلاری به گلدن استیت پیوست.
در ۱۵ ژولای ۲۰۱۱، کریس کوهان تیم گلدن استیت را به مبلغ ۴۵۰ میلیون دلار به جو لاکوب و پیتر گوبر فروخت. در ۱۵ نوامبر لیستی ۱۹ نفره از گروه مالکان جدید وریورز اعلام شد.
وریورز، گارد کالج هاروارد جرمی لین را به تیمشان اضافه کرد. قسمتی از این قرارداد ضمانت دار شده بود. دن نلسون از سمتش به عنوان سرمربی استعفا داد و کیت اسمارت جایگزین او در نیمکت گلدن استیت شد. در فوریه ۲۰۱۱ برندن رایت و و دن گادزوریچ در ازای تروی مرفی و پیک درفت راند دوم سال ۲۰۱۱ ترید شدند. در ۲۷ فوریه تروی مرفی توافق کرد تا از وریورز جدا شود.
در طول فصل ۲۰۱۰–۲۰۱۱ وریورز بدون اینکه مدعی جدی برای حضور در بازی‌های دور حذفی باشد رکورد بیشترین شوت موفق سه امتیازی را در یک بازی در تاریخ باشگاهش بهبود داد. در بازی با مجیک، وریورز ۲۱ شوت موفق سه امتیازی به ثمر رساند. در آوریل ۲۰۱۱ دورل رایت موفق شد ۱۸۴ امین پرتاب سه امتیازی خود را وارد سبد کند تا رکورد ۱۸۳ پرتاب سه امتیازی جیسون ریچاردسون بهبود یابد. رایت همچنین اولین بازیکن لیگ لقب گرفت که توانسته بود فقط در یک فصل بیش از مجموع شش فصل قبل حضورش در یک تیم امتیاز کسب کند. وی ۱۹۴ پرتاب موفق از ۵۱۶ اقدام سه امتیازی داشت که هر دو رکورد جدیدی در تاریخ باشگاه وریورز بود.
وریورز با کسب ۳۶ پیروزی از رسیدن به پلی آفس بازماند. سرمربی این تیم اسمارت با وجود مالکان جدید از این تیم اخراج شد و مارک جکسون جایگزین وی شد. در ۱۹ دسامبر برندان راش از پیسرز در ازای لو اموندسن به وریورز پیوست.

### ۲۰۱۱ تا ۲۰۲۴: دوره برادران سه امتیازی (Splash Brothers)
فصل ۲۰۱۱–۲۰۱۲ تحت هدایت جکسون بازی واریرز بهبود نیافت. در این فصل واریرز رکورد ۲۳ برد و ۴۳ باخت را کسب کرد و در رده سیزدهم کنفرانس غرب ایستاد. چندین بازیکن کلیدی این تیم مجدداً مصدوم شدند و تیم مجدداً تحت بازسازی قرار گرفت. در اواسط مارس ۲۰۱۲ مانتی الیس به همراه اکپه یودو به ازای اندرو بوگت به میلواکی باکس ترید شدند. استیون جکسون و برندان راش نیز در ازای ریچارد جفرسون و پیک راند اول اسپرز به تیم سن آنتونیو پیوستند. دیوید لی و استفن کری درخشیدند و روکی ( تازه کار ) جدید این تیم کلی تامپسون در ترکیب شروع‌کننده گلدن استیت قرار گرفت. جارت جک از نیواورلئانز هورنتس به گلدن استیت ترید شد. کارل لندری نیز یک فصل برای واریرز بازی کرد. در درفت ۲۰۱۲ در انتخاب شماره ۷ هریسون بارنز، در انتخاب شماره ۳۰ فستوس ازلی، در انتخاب شماره ۳۵ دریموند گرین و در انتخاب شماره ۵۲ اگن گازمیج به واریرز پیوستند. اندرو بوگت به دلیل آسیب دیدگی مدت‌های زیادی برای گلدن استیت بازی نکرد. هریسون بارنز بازی‌های درخشانی در اولین فصل حضورش در گلدن استیت به نمایش گذاشت تا گلدن استیت در ۳۰ بازی اول خودش حداقل ۲۰ پیروزی کسب کند. همچنین در یک سفر خارج از خانه ۶ برد و تنها یک شکست کسب کرد که از جمله این بازی‌ها پیروزی ۹۷–۹۵ مقابل میامی هیت بود. واریرز با رکورد ۴۵ برد و ۳۷ شکست به عنوان تیم ششم به مرحله حذفی راه پیدا کرد. اتفاقی که از سال ۲۰۰۷ رخ نداده و همچنین در ۱۹ سال فقط برای بار دوم اتفاق می‌افتاد. در راند اول با درخشش خیره‌کننده هریسون بارنز، واریرز با نتیجه ۴–۲ دنور ناگتس را شکست داد اما در مرحله نیمه نهایی با نتیجه ۴–۲ مغلوب سن آنتونیو اسپرز شدند. از نکات برجسته این فصل می‌توان به رکورد ۲۷۲ پرتاب سه امتیازی کری اشاره کرد. واریرز بعد از ۱۶ سال (از زمان لترول اسپرول) بازیکنی در آل استار داشت. دیوید لی به عنوان بازیکن ذخیره در ال استارز انتخاب شد. تامپسون و کری در این فصل ۴۸۳ پرتاب سه امتیازی داشتند که رکورد پرتاب سه امتیازی ترکیب عقب زمین را بهبود داد. نیک اندرسون و دنیس اسکات بازیکنان گارد اورلاندو مجیک در فصل ۹۵–۹۶ در مجموع ۴۳۵ پرتاب موفق سه امتیازی داشتند.
در فصل 2021-22 تیم پس از بازسازی مجدد و بازگشت تامپسون از مصدومیت با بازیکنانی همچون جردن پول ، کری ، گرین و ... قهرمانی هفتم خود را به دست آورد . 
در تاریخ 7/7/2024 ( 17 تیر 1403 ) کلی تامپسون با عقد قراردادی به دالاس ماوریکس پیوست و دوران سپلش برادرز به پایان رسید . استفن کری در تیم باقی ماند .
( سپلش برادرز لقبی بود که به همکاری کری و تامپسون که در بازی مکمل هم بودند اطلاق می شد و به عنوان یکی از برترین تیم های دو نفره تاریخ از آن یاد می شود . )  

#### فصل ۲۰۱۳–۲۰۱۴: تیم رو به رشد
در درفت ۲۰۱۳ گارد راس ۲۲ ساله صرب یعنی نمانجا ندوویچ در انتخاب شماره سی به وریورز پیوست. آندره ایگودالا در بازار آزاد نقل و انتقالات قراردادی چهار ساله و به مبلغ ۴۸ میلیون دلار با وریورز امضا کرد. برای اینکه تیم زیر مالیات لوکس به بازیکناش دستمزد دهد چندین ترید صورت گرفت. ریچارد جفرسون، اندرس بیچرس و برندان راش همراه با چندین پیک درفت از جمله دو پیک راند اول به یوتا جز واگذار شد. کارل لندری به ساکرامتو و جارت جک به کلیولند کاوالیرز پیوستند. برای پرکردن خلأ ناشی از لندری مو اسپیتس با قراردادی سه ساله و ده میلیون دلاری به وریورز آمد. همچنین جرمین اونیل با قراردادی یک ساله و دو میلیون دلاری، تونی داگلاس با قراردادی ۱٫۶ میلیون دلاری و گازمیچ (وی دو سال در اروپا بعد از درفت ۲۰۱۲بازی کرده بود) همگی به جنگجویان طلایی آمدند.
در شروع فصل وریورز رکورد ۱۲–۹ را کسب کرد که نسبت به فصل قبل با رکورد ۱۷–۴ تفاوت زیادی داشت. از جمله عوامل این رکورد ضعیف ۱۴ بازی خارج از خانه و ۱۰ بازی با تیم‌های مدعی صعودکننده به دور حذفی بود. بازیکنان بسیاری نیز مصدوم شدند. ازلی از ناحیه زانو، داگلاس از ناحیه پای چپ و جرمین اونیل به دلیل شکستگی مچ دست راست مدت‌ها برای وریورز بازی نکردند. در این میان ایگودالا نیز یک ماه به دلیل کشیدگی همسترینگ نتوانست بازی کند. با بازگشت ایگودالا، گلدن استیت ۱۰ بازی متوالی پیروز شد که یک سفر خارج از خانه شامل شش بازی از جمله آن بود. رکورد پیروزی در بازی‌های متوالی ده بار، بعد از سال ۱۹۷۵ برای گلدن استیت تکرار نشده بود.
برای تقویت نیمکت ضعیف وریورز تریدهایی صورت گرفت. در ۱۵ ژانویه در جریان یک ترید سه تیمه تونی داگلاس به میامی پیوست. مارشون بروکس و جوردن کرافورد از بوستون سلتیکس به وریورز پیوستند. یک روز قبل از مهلت نهایی نقل و انتقالات، مارشون بروکس و کنت بیزمو در ازای گارد کهنه‌کار لیکرز، استیو بلیک به لس آنجلس لیکرز پیوستند. بعد از تعطیلات ال استارز وریورز یکی از تیم‌های بود که درصد پیروزی بسیار بالایی کسب کرد. این تیم چندین پیروزی مقابل مدعیان کسب عنوان قهرمانی بدست آورد. در ۱۱ آوریل ۲۰۱۴ با کسب پیروزی ۱۱۲–۹۵ مقابل لس آنجلس لیکرز، وریورز برای دومین سال پیاپی صعودش به بازی‌های دور حذفی مسجل شد. درست یک روز قبل از بازی با بلیزرز اعلام شد آندرو بوگت سنتر این تیم از ناحیه دنده دچار شکستگی شده و نمی‌تواند تیمش را در بازی‌های دور حذفی همراهی کند.
جنگجویان طلایی فصل را با رکورد ۵۱ برد و ۳۱ شکست به اتمام رساندند. وریورز تنها ۴ بار توانسته بود در یک فصل عادی رکورد بیش از ۵۰ پیروزی بدست آورد و با ۲۴ پیروزی خارج از خانه با رکورد پیروزی‌های خارج از خانه سال ۹۲ برابری کردند. بدون بوگت وریورز در نهایت در بازی هفتم مغلوب لس آنجلس کلیپرز تیم سید سوم شد.
یکی دیگر از اتفاقات مهم این فصل حضور کری در ترکیب شروع‌کننده آل استارز بود. وی در این فصل چهار بار تریپل دابل کرد که بعد از زمان ویلت چمبرلین تکرار نشده بود. وی با کسب میانگین ۲۴ امتیاز، ۸٫۵ پاس منجر به گل بهترین فصل خود را سپری کرد. در این فصل ۲۶۱ پرتاب موفق سه امتیازی به ثمر رساند تا رکورد تعداد پرتاب موفق سه امتیازی در دو فصل پیاپی بهبود یابد. ری آلن در سیاتل سوپرسونیکس در دو فصل متوالی ۴۷۸ پرتاب موفق سه امتیازی کسب کرده بود. کری و تامپسون ۴۸۴ پرتاب موفق سه امتیازی داشتند که رکورد جدیدی در لیگ محسوب می‌شد.

#### فصل ۲۰۱۴–۲۰۱۵: راه قهرمانی
با اینکه وریورز فصلی بسیار ایدئال را پشت سر گذاشت، بین کارکنان و مسئولین این تیم اختلافاتی شکل گرفته بود. برایان اسکالابرین بر خلاف میل مارک جکسون مربی تیم سانتا کروز (تیم دی لیگ وریورز) شد. منابع یاهو اسپرت اعلام کردند فضای خوب و سالمی در بین مسئولین باشگاه گلدن استیت وجود ندارد. دارن ارمان کمک مربی جکسون به علت پخش مخفیانه فایل‌های صوتی ضبط شده بین مربیان از کار خود اخراج شد. شایعات در مطبوعات ادامه داشت تا اینکه چندین خبرگزاری اعلام کردند ادامه کار مارک جکسون به عنوان سرمربی در گلدن استیت در معرض خطر است. بعد از شکست مقابل کلیپرز بازیکنان گلدن استیت با اظهار بیانیه‌ای خواستار بازگشت جکسون شدند. سه روز بعد از این واقعه در شش می ۲۰۱۴ اعلام شد مسئولین وریورز مارک جکسون را اخراج کردند. جکسون رکورد ۱۲۱ برد و ۱۰۹ شکست را در پرونده سه ساله اس در سمت سرمربی‌گری وریورز کسب کرده بود. زمانی که جکسون سکان هدایت وریورز را به عهده گرفته بود این تیم تنها یک بار در طی ۱۷ سال به بازی‌های دور حذفی راه پیدا کرده بود. جکسون ۴۹ ساله سومین مربی تاریخ باشگاه وریورز بود که موفق به کسب پیروزی بیش از ۵۰ بازی شده بود. ۱۴ می ۲۰۱۴ اعلام شد استیو کر آنالیزور شبکه TNT با عقد قراردادی پنج ساله و به مبلغ ۲۵ میلیون دلار سرمربی جدید جنگجویان طلایی است.
وریورز فصل را با رکورد قابل توجه ۶۷ برد و تنها ۱۵ شکست خاتمه داد اتفاقی که تاکنون در باشگاه وریورز رخ نداده بود. در بازی‌های خانگی وریورز رکورد ۳۹ برد و تنها ۲ شکست را کسب کرد که در تاریخ NBA دومین رکورد است. از نظر کارایی دفاعی گلدن استیت در رده اول و از نظر کارایی هجومی این تیم در رده دوم تیم‌های لیگ قرار گرفته بود. جولیوس اروینگ و چمبرلین در تیم سیکسرز بهترین تیم هجومی و دفاعی لیگ بودند. استفن کری به عنوان ارزشمندترین بازیکن لیگ شناخته شد که بعد از چمبرلین در سال ۱۹۶۰ تاکنون در تاریخ این تیم کسی به عنوان MVP نائل نیامده بود. در راند اول پلیکانز در چهار بازی، در راند دوم ممفیس در شش بازی، و در راند سوم راکتس در پنج بازی همگی مغلوب گلدن استیت شدند. در فینال نیز گلدن استیت در شش بازی کلیولند کاوالیرز را مغلوب کرد و بعد از ۴۰ سال جنگجویان طلایی قهرمان لیگ شدند.
استفن کری با ۲۸۶ پرتاب سه امتیازی رکورد خود را در یک فصل بهبود داد و اولین بازیکن لیگ در تاریخ از نظر اقدام موفق به پرتاب سه امتیازی شد. کری و تامپسون جمعاً ۵۲۵ پرتاب سه امتیازی موفق به ثمر رساندند. استفن کری در بازی‌های دور حذفی ۹۸ پرتاب سه امتیازی موفق به ثمر نشاند که بهترین رکورد در تاریخ بازی‌های دور حذفی بود. رجی میلر با تنها ۵۸ پرتاب سه امتیازی موفق در رده دوم بود. تامپسون نیز رکورد کسب امتیاز در یک کوارتر را با کسب ۳۷ امتیاز بهبود داد.

##### افتخارات بدست آمده در فصل ۲۰۱۴–۲۰۱۵
- با ۶۷ برد و ۱۵باخت در فصل عادی، بیشترین تعداد برد در تاریخ باشگاه و همینطوری بهترین رکورد از سال ۱۹۷۶در NBA را بدست آورد. همچنین دهمین تیمی لقب گرفت که توانسته از در یک فصل به تعداد ۶۷ برد برسد.
- با برد ۲۳ نوامبر در مقابل اکلاهوما سیتی تاندر، به رکورد ۱۰ برد و تنها ۲ باخت دست یافت که بهترین شروع در تاریخ باشگاه می‌باشد.
- تا قبل از باخت در ۱۹ ژانویه برابر شیکاگو بولز، گلدن استیت موفق شد رکورد بیشترین برد موالی تیم را شکسته و آن را به ۱۹ برد متوالی ارتقاء دهد.
- با ۲۸ برد و ۱۳ باخت خارج از خانه، گلدن استیت در این فصل بیشترین تعداد برد خارج از خانه در تاریخ باشگاه را بدست آورد و با ۳۹ برد و تنها ۲ باخت بهترین عملکرد در خانه را داشت.
- در تاریخ ۲۳ ژانویه ۲۰۱۵، کلی تامسون موفق شد با ۳۷ امتیاز در یک کوارتر رکورد بیشترین امتیاز کسب شده در یک کوارتر در تاریخ NBA را به نام خود ثبت کند.
- استیو کر مربی تیم با ۶۷ برد رکورد بیشترین برد توسط یک مربی سال اولی را مال خود کرد.
- استفن کری با ۲۸۶ پرتاب سه امتیازی موفقی که در فصل داشت توانست رکورد قبلی که ۲۷۲ پرتاب سه امتیازی در یک فصل و متعلق به خودش بود را ارتقاء بخشد.
- استفن کری و کلی تامسون با مجموع ۵۲۵ سه امتیازی در یک فصل موفق شدند رکورد بیشترین سه امتیازی موفق در یک فصل توسط دو هم تیمی را ارتقاء بخشند (رکورد قبلی ۴۸۴ و متعلق به خودشان بود)
- استفن کری با رای‌گیری انجام شده موفق به کسب عنوان با ارزش‌ترین بازیکن فصل ۲۰۱۴–۲۰۱۵ شد و همراه با ویلت چمبرلین (۱۹۶۰) تنها بازیکنان این تیم لقب گرفتند که موفق به کسب این عنوان شده‌اند.
- آندره ایگودالا به عملکرد خوبی که از خود در سری بازی‌های فینال مقابل کلیولند کاوالیرز نشان داد عنوان با ارزش‌ترین بازیکن فینال را کسب کرد.

## شماره‌های بازنشسته
| Golden State Warriors retired numbers |              |                |                    |
| شماره پیراهن                          | نام بازیکن   | پست            | سال‌های حضور در تیم |
| ۱۳                                    | ویلت چمبرلین | سنتر (بسکتبال) | 1959–65 1          |
| ۱۴                                    | Tom Meschery | پست‌های بسکتبال | 1961–67 2          |
| ۱۶                                    | آل اتلیز     | پست‌های بسکتبال | 1960–71 3          |
| ۱۷                                    | کریس مولین   | سوینگمن        | 1985–97, 2000–01 4 |
| ۲۴                                    | ریک بری      | پست‌های بسکتبال | 1965–67, 1972–78 5 |
| ۴۲                                    | نیت تمند     | سنتر (بسکتبال) | ۱۹۶۳–۷۴            |

## تالار مشاهیر
از جمله بازیکنانی که سابقهٔ بازی در این تیم را دارن و در تالار مشاهیر NBA حضور دارند می‌توان به ویلت چمبرلین و ریک بری اشاره کرد.
| Golden State Warriors Hall of Famers |               |                               |                    |                          |       |                      |                               |                    |                          |
| بازیکنان                             |               |                               |                    |                          |       |                      |                               |                    |                          |
| شماره                                | نام           | پست                           | سال‌های حضور در تیم | سال ورود به تالار مشاهیر | شماره | نام                  | پست                           | سال‌های حضور در تیم | سال ورود به تالار مشاهیر |
| ۱۷                                   | Andy Phillip  | G/F                           | ۱۹۵۰–۵۳            | ۱۹۶۱                     | ۰۰    | روبرت پاریش          | سنتر (بسکتبال)                | ۱۹۷۶–۸۰            | ۲۰۰۳                     |
| ۱۴                                   | Tom Gola      | پست‌های بسکتبال/پست‌های بسکتبال | ۱۹۵۵–۶۲            | ۱۹۷۶                     | ۱۷    | کریس مولین           | G/F                           | ۱۹۸۵–۹۷ ۲۰۰۰–۰۱    | ۲۰۱۱                     |
| ۱۰                                   | Joe Fulks     | پست‌های بسکتبال                | ۱۹۴۶–۵۴            | ۱۹۷۸                     | ۴۱    | جمال ویلکس           | پست‌های بسکتبال                | ۱۹۷۴–۷۷            | ۲۰۱۲                     |
| ۱۱                                   | Paul Arizin   | پست‌های بسکتبال/پست‌های بسکتبال | ۱۹۵۰–۶۲            | ۱۹۷۸                     | ۵۰    | Ralph Sampson        | سنتر (بسکتبال)/پست‌های بسکتبال | ۱۹۸۷–۸۹            | ۲۰۱۲                     |
| ۱۳                                   | ویلت چمبرلین  | سنتر (بسکتبال)                | ۱۹۵۹–۶۵            | ۱۹۷۸                     | ۳۰    | Bernard King         | پست‌های بسکتبال                | ۱۹۸۰–۸۲            | ۲۰۱۳                     |
| ۱۶                                   | جری لوکاس     | F/C                           | ۱۹۶۹–۷۱            | ۱۹۸۰                     | ۲۵    | Guy Rodgers          | پست‌های بسکتبال                | ۱۹۵۸–۶۶            | ۲۰۱۴                     |
| ۴۲                                   | نیت تمند      | F/C                           | ۱۹۶۳–۷۴            | ۱۹۸۵                     | ۲۳    | میچ ریچموند          | پست‌های بسکتبال                | ۱۹۸۸–۹۱            | ۲۰۱۴                     |
| ۲۴                                   | ریک بری       | پست‌های بسکتبال                | ۱۹۶۵–۶۷ ۱۹۷۲–۷۸    | ۱۹۸۷                     | ۱۳    | Šarūnas Marčiulionis | پست‌های بسکتبال                | ۱۹۸۹–۹۴            | ۲۰۱۴                     |
| ۶                                    | Neil Johnston | سنتر (بسکتبال)                | ۱۹۵۱–۵۹            | ۱۹۹۰                     | ۱۰    | جو جو وایت           | پست‌های بسکتبال                | ۱۹۷۹–۸۰            | ۲۰۱۵                     |
| مربیان                               |               |                               |                    |                          |       |                      |                               |                    |                          |
| —                                    | Frank McGuire | Coach                         | ۱۹۶۱–۶۲            | ۱۹۷۷                     | —     | Bill Sharman         | Coach                         | ۱۹۶۶–۶۸            | ۲۰۰۴                     |
| —                                    | Alex Hannum   | Coach                         | ۱۹۶۳–۶۶            | ۱۹۹۸                     | —     | دان نلسون            | Coach                         | ۱۹۸۸–۹۵ ۲۰۰۶–۱۰    | ۲۰۱۲                     |

## رکورد داران تیم
بازیکنان زیر توانسته‌اند در مدت زمان بازی در تیم گلدن استیت رکوردهای زیر را به ثبت برسانند
| Category                          | Player          | Statistics |
| --------------------------------- | --------------- | ---------- |
| تعداد بازی                        | کریس مولین      | ۸۰۷        |
| مجموع امتیازات                    | ویلت چمبرلین    | ۱۷٬۷۸۳     |
| مجموع ریباندها                    | نیت تمند        | ۱۲٬۷۷۱     |
| مجموع پاس منجر به گل              | Guy Rodgers     | ۴٬۸۵۵      |
| مجموع توپ ربایی                   | کریس مولین      | ۱٬۳۶۰      |
| مجموع بلاک‌ها                      | Adonal Foyle    | ۱٬۱۴۰      |
| تعداد شوت منطقه‌ای موفق            | ویلت چمبرلین    | ۷٬۲۱۶      |
| درصد پرتاب منطقه‌ای                | Andris Biedrins | ۵۹٫۵٪      |
| تعداد پرتاب سه امتیازی            | استفن کری       | ۱٬۵۹۳      |
| درصد پرتاب سه امتیازی             | Anthony Morrow  | ۴۶٫۰٪      |
| تعداد پرتاب آزاد                  | Paul Arizin     | ۵٬۰۱۰      |
| درصد پرتاب آزاد                   | استفن کری       | ۹۰٫۲٪      |
| میانگین امتیاز در هر بازی         | ویلت چمبرلین    | ۴۱٫۵       |
| میانگین ریباند در هر بازی         | ویلت چمبرلین    | ۲۵٫۱       |
| میانگین پاس منجر به گل در هر بازی | تیم هارداوی     | ۹٫۳        |
| میانگین توپ ربایی در هر بازی      | ریک بری         | ۲٫۳        |
| میانگین بلاک در هر بازی           | Manute Bol      | ۳٫۷        |

## نگارخانه

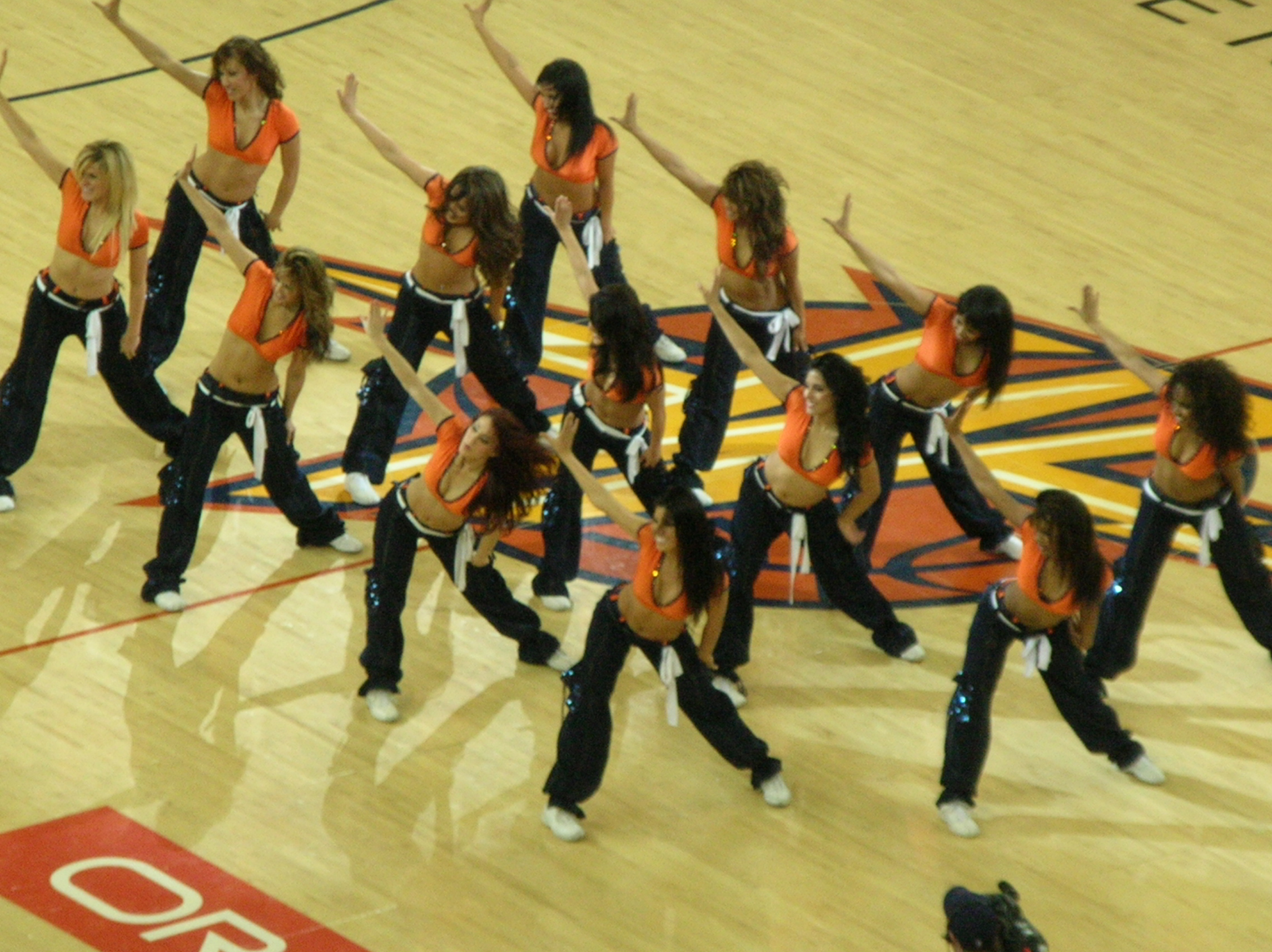
چیرلیدرهای این تیم
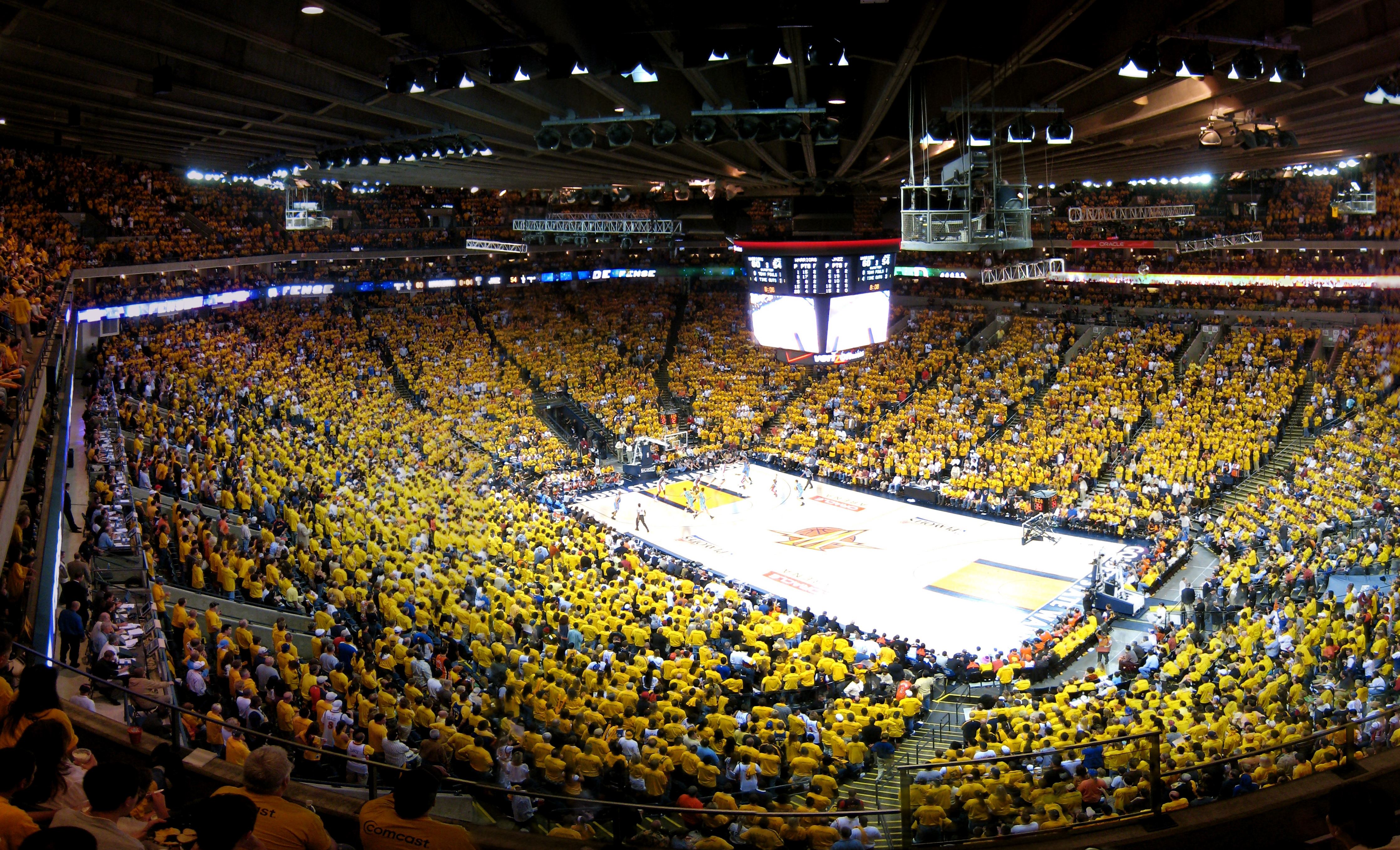
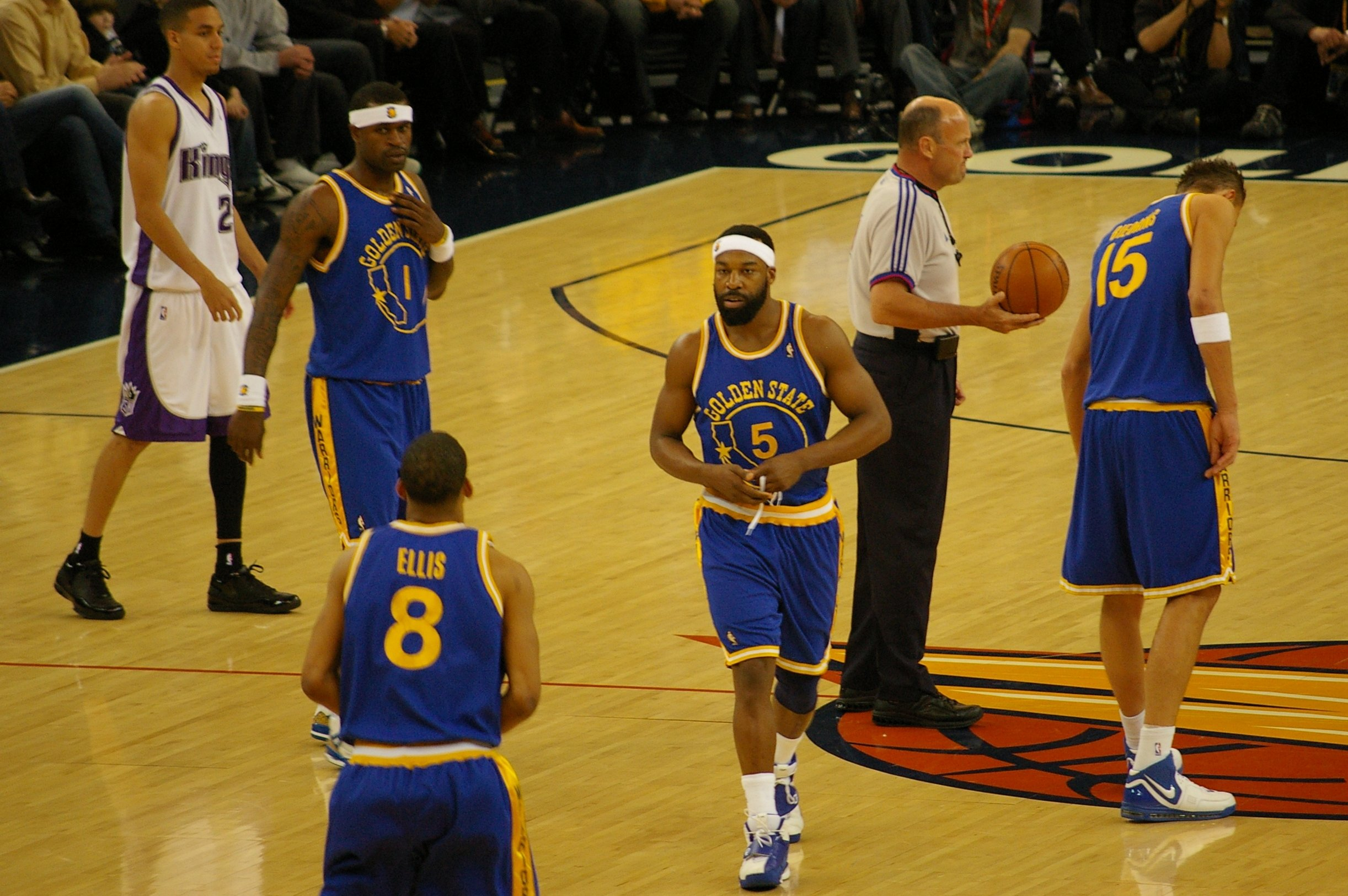
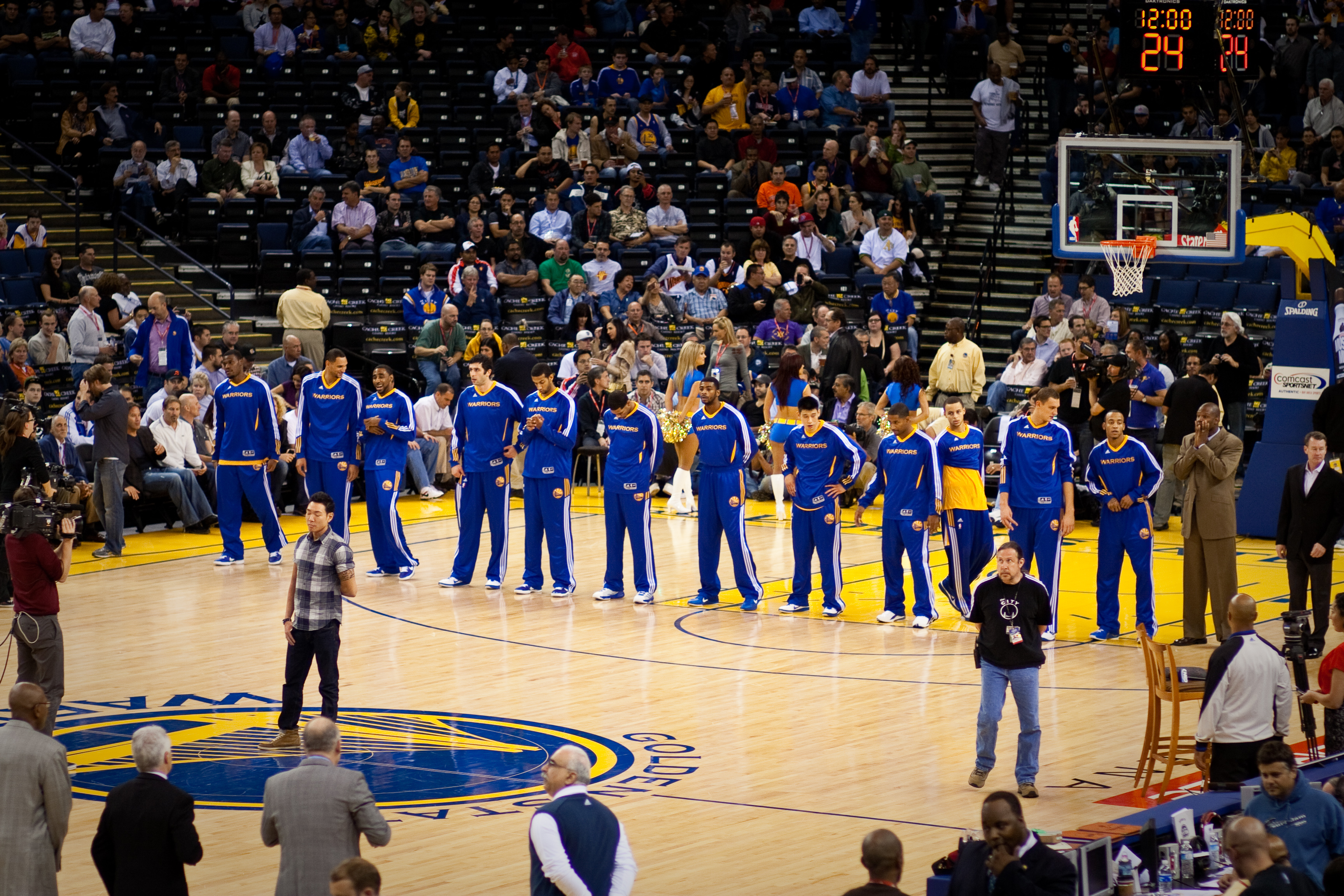

## طرفداران
در میان مشاهیر، جرج لوکاس از طرفداران بزرگ این تیم محسوب می‌گردد.

## قهرمانی‌ها
گلدن استیت در مجموع توانسته‌است ۷ عنوان قهرمانی (یک عنوان BAA و شش عنوان NBA) کسب کند.
اولین قهرمانی این تیم در دوره اول برگزاری BAA و به سال ۱۹۴۷ بر می‌گردد که با پیروزی ۴–۱ برابر تیم Chicago Stags بدست آمد.
پس از ادغام دو لیگ BAA و NBL و تشکیل لیگ مشترک NBA، این تیم موفق شد در سال ۱۹۵۶ با پیروزی ۴–۱ در برابر Fort Wayne Pistons اولین عنوان قهرمانی خود در NBA را کسب کند.
دومین قهرمانی گلدن استیت در NBA در سال ۱۹۷۵با نتیجهٔ ۴–۰ و در برابر تیم پرقدرت آن زمان یعنی Washington Bullets بدست آمد.
پس از کسب سومین عنوان قهرمانی گلدن استیت توفیق چندانی در کسب عنوان قهرمانی جدید نداشت تا اینکه در نهایت در بازی فینال فصل ۱۵-۲۰۱۴ ان‌بی‌ای توانست در مجموع با حساب ۴–۲ در شش بازی تیم کلیولند کاوالیرز را شکست دهد و پس از ۴۰ سال دوباره قهرمان NBA شود.
چهارمین عنوان قهرمانی گلدن استیت واریرز در NBA (در ۱۳ ژوئن ۲۰۱۷)با کسب ۴برد در مقابل کلیولند به دست آمد. جام قهرمانی طلا به وزن ۶کیلو و ۶۰۰گرم طلا نسیب آنان شد. لبرون جیمز از کلیولند تأثیرگذارترین بازی کن آخرین بازی اما در سمت دیگر کوین دورانت از گلدن استیت با کسب ۳۰امتیاز در هر بازی ارزشمندترین بازیکن شناخته شد و جایزهٔ MVPرا کسب کرد.
در فصل ۲۰۱۶–۲۰۱۵ تیم گلدن استیت با شکست ۴–۳ تیم فوق‌العاده اوکلاهما و کسب قهرمانی در کنفرانس غرب برای دومین سال متوالی به فینال NBA راه یافت که در یک سری مهیج در حالی که با نتیجه ۳–۱ جلو بود در نهایت با نتیجه ۳–۴ مغلوب یاران لبرون در کلیولند کاوالیرز شد.
در فصل ۲۰۱۷–۲۰۱۶، پس از کسب رتبه یک در دیدارهای عادی کنفرانس غرب، یک شروع فوق‌العاده (۱۵–۰) در پلی آف شامل جارو کردن (پیروزی ۴–۰) به ترتیب مقابل تیمهای پورتلند، یوتا جاز و سان آنتونیو اسپرز و سه پیروزی اولیه در دیدار فینال ثبت کردند. در نهایت تیم گلدن استیت با انتقام از کلیولند در فینال و کسب پیروزی ۴–۱ مقابل یاران جیمز موفق به کسب پنجمین رینگ خود در NBA شد.

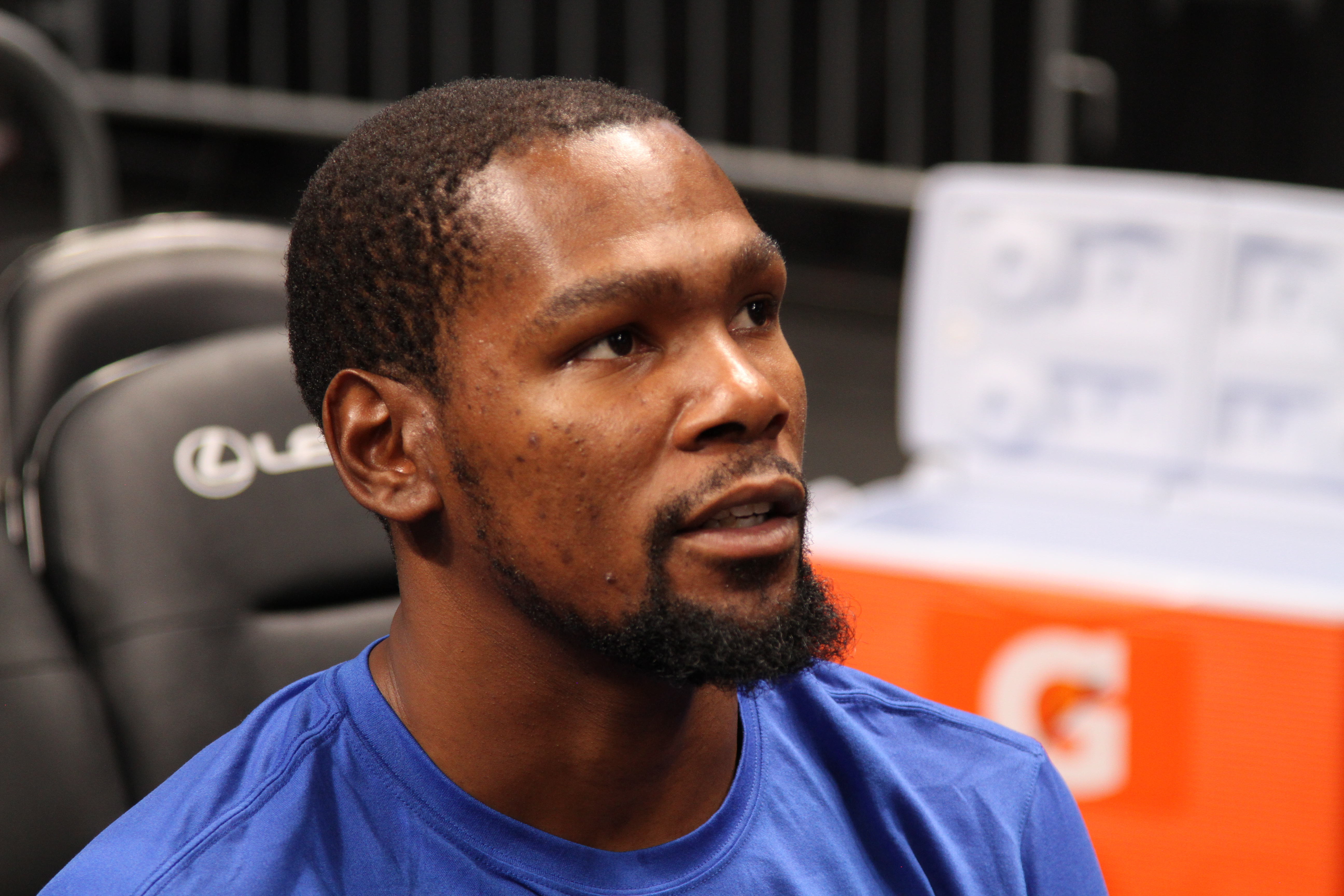
کوین دورانت

در فصل ۲۰۱۸–۲۰۱۷، پس از پایان فصل عادی با رکورد ۵۸–۲۴ و کسب رتبه دوم کنفرانس، در دیدارهی پلی آف موفق به شکست ۴–۱ تیمهای سن آنتونیو و پورتلند بلیزر شد. پس از پیروزی ۴–۳ مقابل تیم هیوستون راکتس در فینال کنفرانس غرب به قهرمانی این کنفرانس رسید. در ادامه و در ۵ امین فینال تکراری NBA مقابل کلیولند کاوالیرز با پیروزی مقتدرانه ۴–۰ موفق به کسب ششمین قهرمانی خود در NBA شد. در این فصل کوین دورانت برای دومین سال پیاپی به عنوان MVP فینال دست یافت.
فصل بعد از آن یعنی در فصل ۲۰۱۹–۲۰۱۸، پس از جارو کردن تیم پورتلند در فینال کنفرانس، با کسب قهرمانی در کنفرانس غرب به فینال NBA راه یافت که علیرغم پیش‌بینی‌ها در فینال در مقابل تیم تورنتو رپترز ۴–۲ مغلوب شد و به نایب قهرمانی رسید. شاید مهم‌ترین دلایل این شکست مصدومیت چند ستاره بزرگ گلدن در سری بازیهای فینال بود. این مصدومیتها که با انتقال کوین دورانت به بروکلین همراه شد سبب شد که تیم طلایی استیو کر در دو فصل بعد یعنی ۲۰۱۹–۲۰۲۰ و ۲۰۲۰–۲۰۲۱ دچار افت شود و بعد از سالها از رسیدن به رقابتهای پلی آف باز بماند.
پس از دو سال رکود و با بازسازی تیم و جذب برخی بازیکنان جدید مانند جردن پول، آندره ویگینز، کوین لوونی با اوج‌گیری مجدد استفن کری و درایموند گرین و بازگشت کلی تامسون سال ۲۰۲۱–۲۰۲۲ بار دیگر تیم گلدن استیت موفق ظاهر شد و پس از کسب رتبه سوم کنفرانس غرب در بازیهای پلی آف بازیهای درخشانی از این تیم مشاهد کردیم. پس از پیروزی بر تیمهای دنور ناگتس و ممفیس گریزلیز، آنها موفق شدند با کسب پیروزی ۴–۱ مقابل یاران دانچیچ در تیم دالاس ماوریکس قهرمان کنفرانس غرب شدند و پس از سه سال به فینال لیگ ملی آمریکا راه پیدا کنند. در فینال نیز آنها موفق شدند با نتیجه ۴–۲ بوستون سلتیکس را شکست بدهند و برای هفتمین بار قهرمان NBA شوند. در این فصل استفن کری بعد از فصول متمادی توانست عنوان mvp سری فینال را از آن خود کند. او، کلی تامسون، دریموند گرین و ایگودالا چهار بازیکنی بودند که توانستند برای چهارمین بار همراه استیو کر و گلدن استیت وریرز قهرمان NBA شوند. ضمن اینکه بازیهای موثر جردن پول و آندره ویگینز یکی از دلایل موفقیت گلدن استیت در این فصل بود.

## وبگاه رسمی
- Golden State Warriors